# Idàlion
Idàlion (grec: Ιδάλιον) era una antiga ciutat a Xipre, propera a l'actual Dali, en el Districte de Nicòsia i propera a les antigues mines de coure de les muntanyes Tróodos. La ciutat fou fundada, segons la tradició, per l'heroi rei aqueu Calcanor, descendent de Teucre, fundador de la Salamina xipriota després de la Guerra de Troia. L'assentament més antic conegut, pel seu comerç del coure amb les ciutats costaneres d'Éngomi i Làrnaca, data de finals del segle xiii aC a principis del s. XIII ae.

## Història
El seu nom antic era "Ed-di-al" (680 ae-669 ae); figura com una de les deu ciutats regne de Xipre llistades en el Prisma d'Assarhaddon, rei assiri, i en una estela de Sargon II. Hi ha també una inscripció del segle xiii aC de Ramsés III a Egipte en què es refereixen algunes entitats polítiques xipriotes, i una n'és "Ithal"... que després seria coneguda com a Idàlion. El regne s'expandí fins que a mitjan s. V ae fou assetjada i presa la capital pels reis fenicis de Làrnaca. El nom de la ciutat en grec significa “Veig el sol”.
La primera evidència de presència no xipriota hi apareix en el període arcaic (c. 550 ae) en les inscripcions trobades al Tèmenos d'Adonis a l'Acròpoli Est. "Idalium perfumat pel romaní" apareix en la poesia de Properci i altres, com el lloc on Venus (l'original pregrec "Reina dels Cels", de vegades anomenada pels estudiosos "Senyora dels animals") s'ajuntà amb Adonis (l'original pregrec consort de la Reina del Cel o "Senyor", a voltes anomenat pels estudiosos "Mestre dels animals"). La ciutat era originàriament el centre del culte a la Gran Dea de Xipre, la Wanassa o Reina del Cel i del seu consort, l'Ànax o 'Senyor'. Aquest culte degué començar al s. XII ae o XI ae i continuaria al llarg de l'època romana, tot i que passat per un procés de sincretisme: Idàlion esdevingué el centre de culte a la dea Afrodita ("Afrodita Idalia") i la divinitat hel·lenofenícia Reshef-Apol·lo. Al jaciment es trobà un model en terracota (hui al Museu del Louvre) que se suposa representa el temple de "Reshef-Apol·lo". Segons la llegenda, era el lloc on Adonis, el mític amant de la dea Afrodita, fou mort pel gelós Ares, el déu de la guerra, transformat en un senglar.
Les excavacions arqueològiques oficials en començaren el 1991 i el 2013 encara seguien. S'hi ha trobat un gran complex fortificat que podria ser un palau o un centre administratiu de l'antic Idalon, així com restes de muralles i tombes.

## Galeria

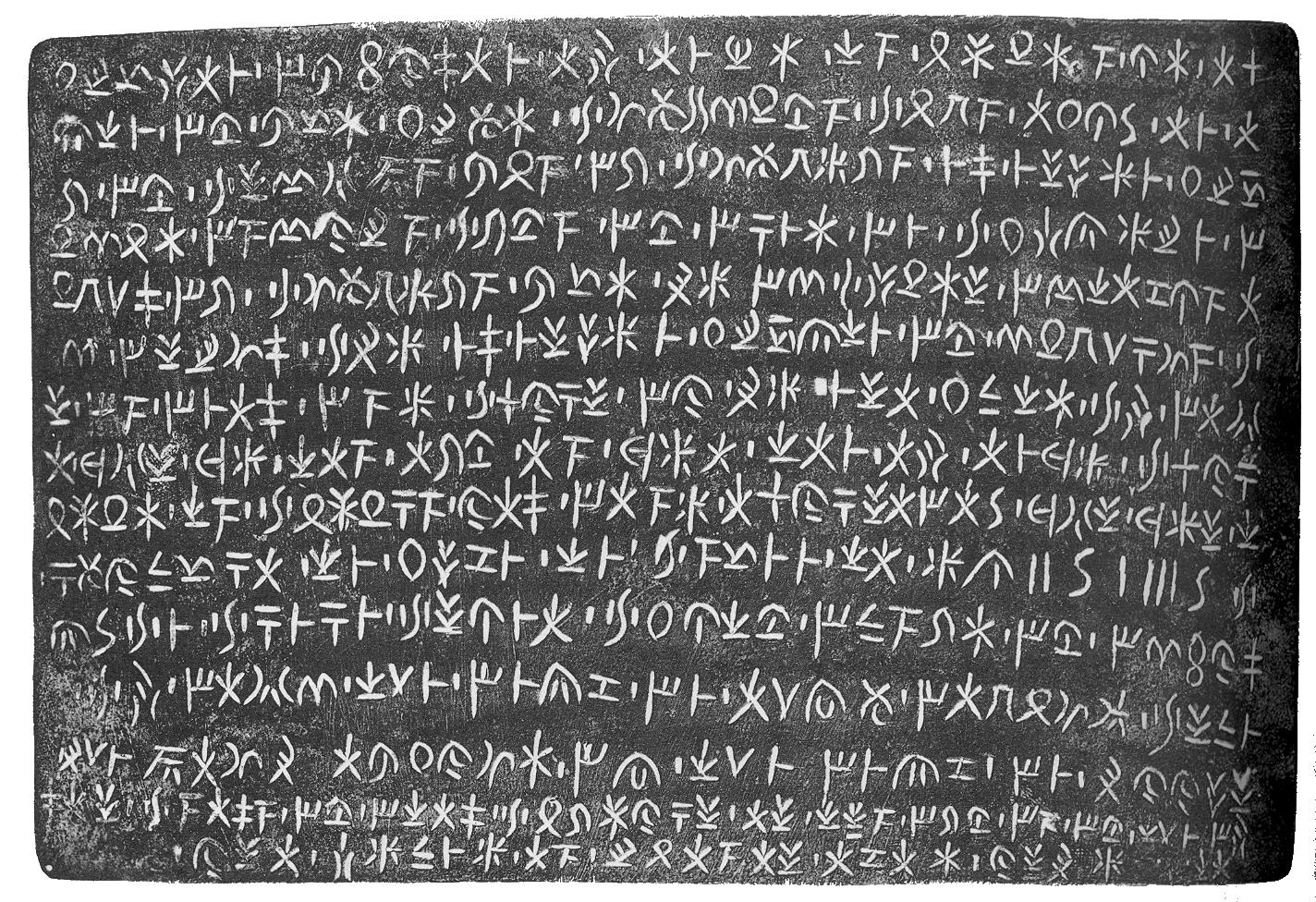
Inscripció en sil·labari xipriota trobada a Idàlion
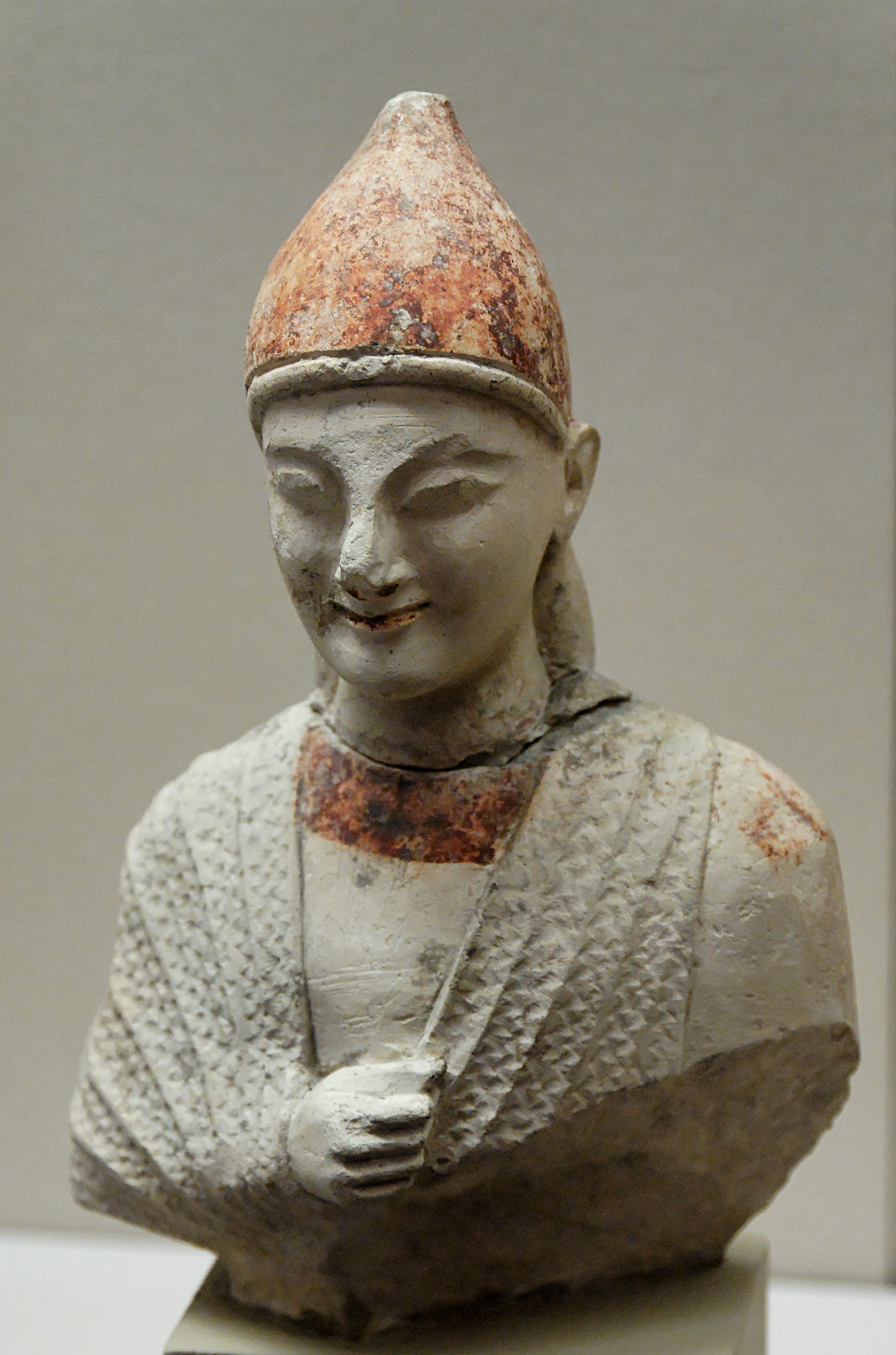
Jove amb gorra frígia de mitjan s. VI ae
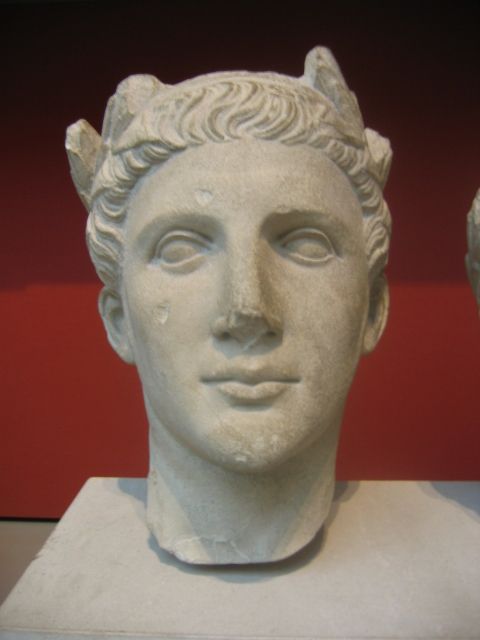
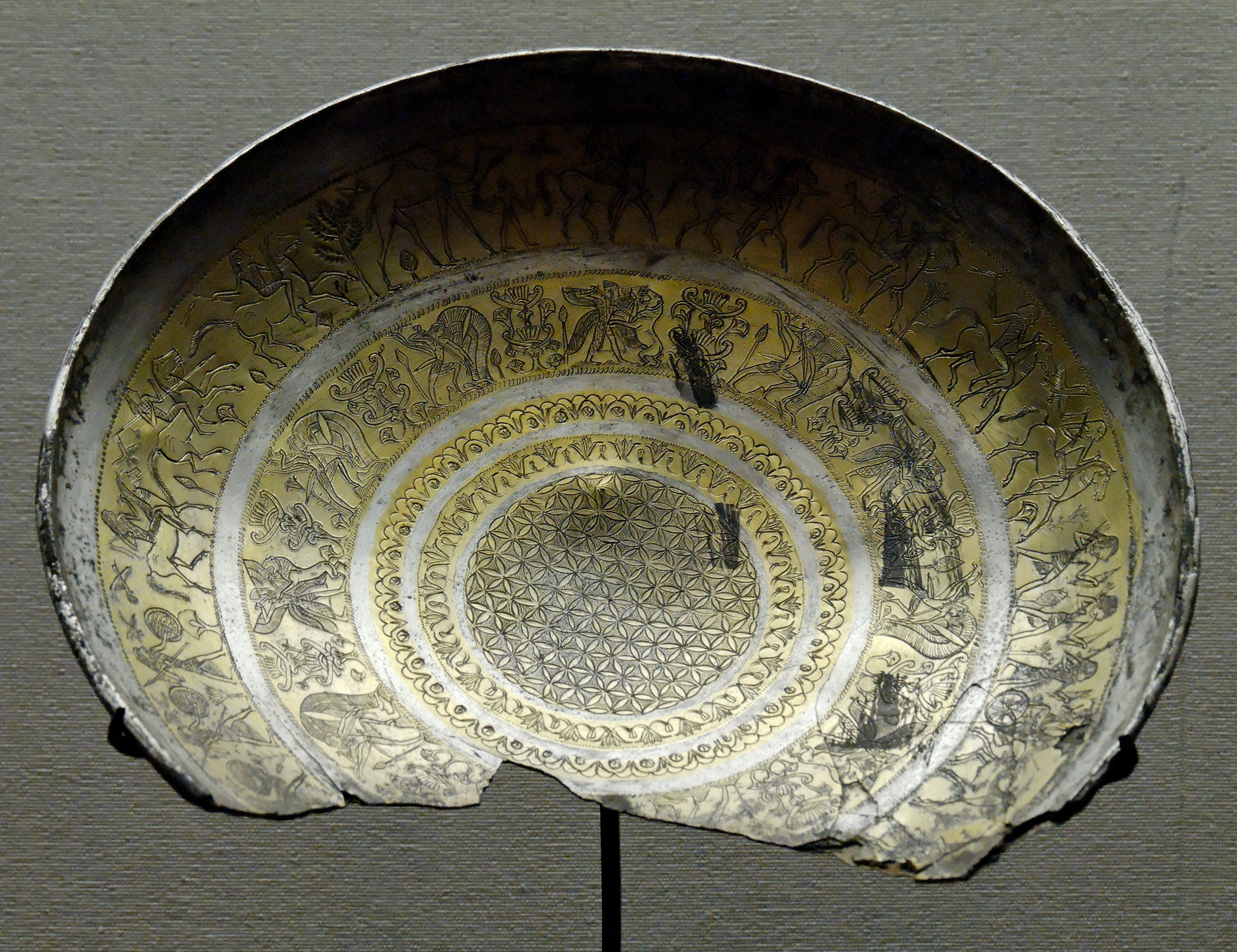
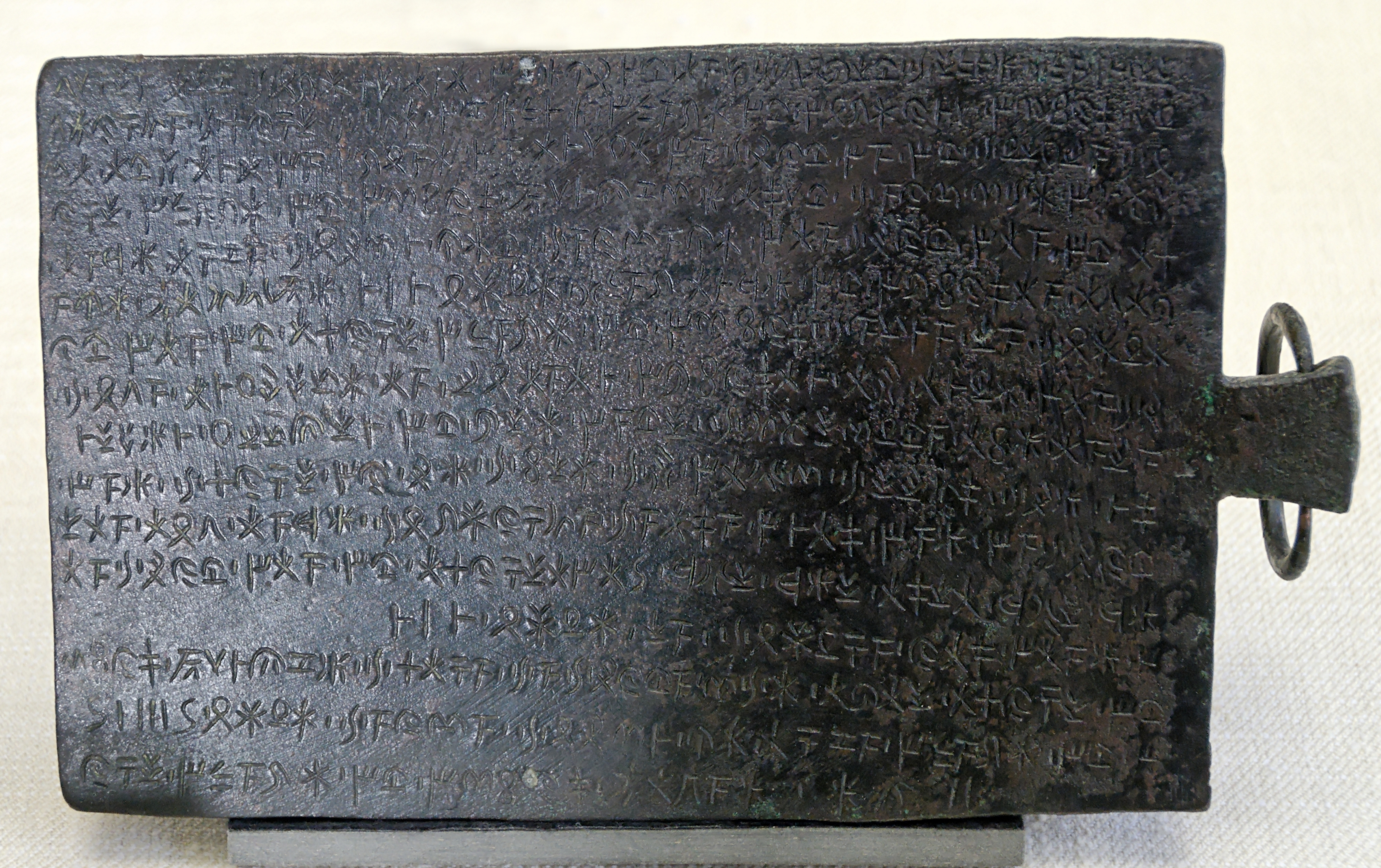
Decret de Satiscypros
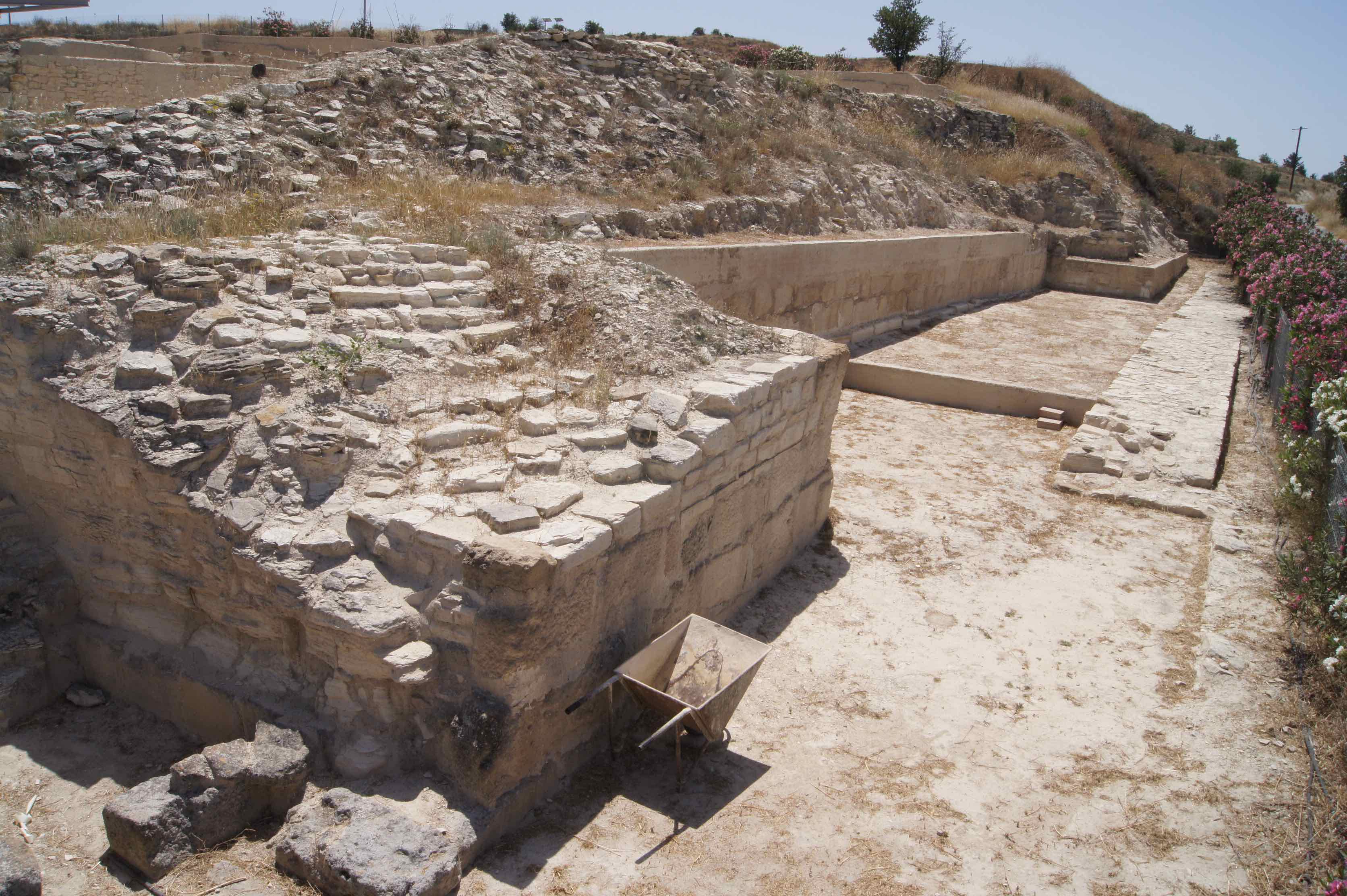
Palau fortificat